# Hesionura shangdongensis
Hesionura shangdongensis är en ringmaskart som beskrevs av Zhao och Wu 1991. Hesionura shangdongensis ingår i släktet Hesionura och familjen Phyllodocidae. Inga underarter finns listade i Catalogue of Life.